# Binnenstad (Sneek)
De Binnenstad, statistisch Sneek binnen de grachten, is een historische wijk binnen de stad Sneek in de Nederlandse provincie Friesland. De wijk telt (in 2023) 1.220 inwoners en heeft een oppervlakte van 28 hectare (waarvan 1 hectare water).
De gehele Binnenstad is aangesteld als beschermd stadsgezicht.

## Ligging en bereikbaarheid
De wijk grenst in het noorden aan de wijk Leeuwarderweg, in het oosten aan de Lemmerweg-West, in het zuiden aan de Stationsbuurt en in het westen aan de wijk Noorderhoek I.
De Prins Hendrikkade en de Singel vormen de belangrijkste verkeersaders van de wijk.
De wijk wordt deels begrensd door de stadsgracht en als onderdeel hiervan door de Kolk.

## Historie en bebouwing

### Oorsprong

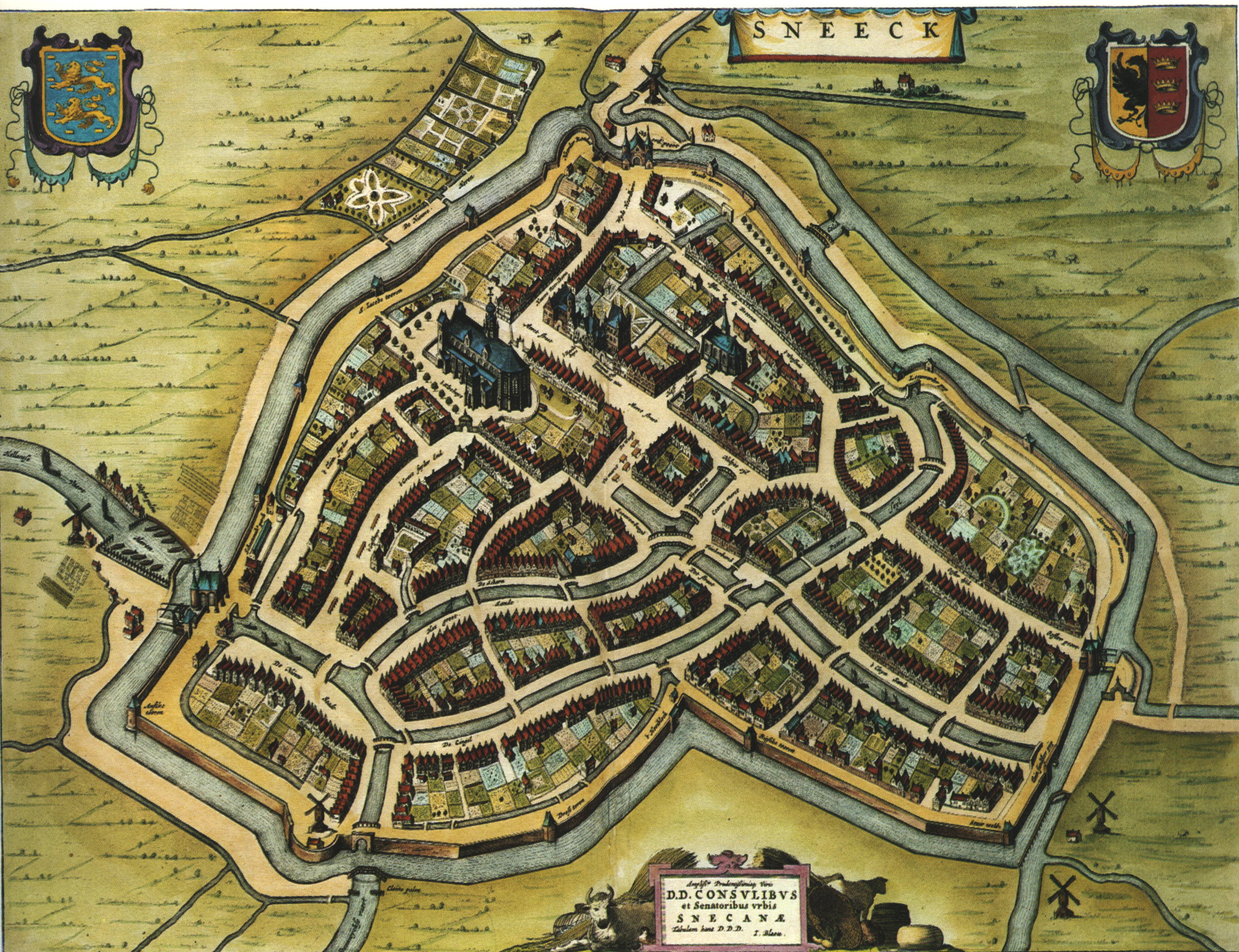
Sneek anno 1652, de huidige Binnenstad.

De binnenstad ligt op een oude landtong van de Middelsee. Het is de oudste wijk van Sneek en vormt het hart en de oorsprong van de stad. De bebouwing van de binnenstad concentreert zich rondom de Grote- of Martinikerk die op een terp staat. De eerste stadsvorming gaat terug tot de 11e eeuw. In 1295 vond er in dit gebied een stadsbrand plaats. De binnenstad werd, na het officieel verkrijgen van stadsrechten in 1456, in 1492 als eerste stad in Friesland volledig ommuurd. Veel gebouwen in de binnenstad herinneren aan deze bloeiperiode als handelsstad, die tot circa 1550 zou duren en van Sneek een handelsstad zou maken. Als een van de weinige delen van deze ommuring is de Waterpoort behouden gebleven.

### 17e-20e eeuw
De binnenstad bloeide in de 17e en 18e eeuw opnieuw op dankzij haar goede verbindingen. De Zuidwesthoek oriënteerde zich in grote mate op de stad, en toonaangevende koop- en ambachtslieden bouwden hun woon- en bedrijfspanden langs de binnengrachten. De panden uit de 17e eeuw zijn veelal herkenbaar aan hun topgevels, de panden uit de 18e eeuw aan hun neoclassicistische lijstgevels. Later in de 19e eeuw nam de eclectische bouwstijl de overhand, onder leiding van architect Albert Breunissen Troost. Later volgden gebouwen van neogotische en neorenaissancistische stijl van de hand van Nicolaas Molenaar. Veel van deze gebouwen vormen tezamen met de Grote- of Martinikerk en de stadsgrachten nog altijd het huidige beeld van de Sneker binnenstad.

### Verklaring van straatnamen
Enkele bekende straten in Sneek en een verklaring van hun namen zijn:
| Straatnaam                 | Vernoeming                                                                                                |
| -------------------------- | --- |
| Badhuisgracht              | Naar het daar vroeger aanwezig badhuis                                                                    |
| Bolwerk                    | Naar overblijfselen van de verdedigingswerken van de stad                                                 |
| Bothniakade                | Naar Duco van Bothnia, in de 17e eeuw grietman van Wymbritseradeel                                        |
| Galigastraat en -promenade | Naar het geslacht Galiga, dat een stins bewoonde op de hoek van het Leeuwenburg en de Galigastraat        |
| Grootzand en Kleinzand     | Naar zaan en/of sont (nauwe doorgang tussen bredere wateren, verbastering)                                |
| Harinxmakade               | Naar bekend Sneker geslacht                                                                               |
| Leeuwenburg                | Naar de daar gevestigde voormalige stins van Louw Donia (familiewapen Donia's is een rode leeuw)          |
| Rienck Bockemakade         | Naar Rienck Bockema, beleend met het baluwschap van Olde Waghenbrugghe (later voormalig Wymbritseradeel)  |
| Scharnestraat              | Naar het Oudfriese woord scharn, wat afgesloten hoek betekent                                             |
| Suupmarkt                  | Naar verkooplocatie karnemelk (in Sneekers suup, voorheen Potsstraat en Vinkenburg)                       |
| Waagplein                  | Naar de waaggebouwen, vernietigd door de Duitsers op 15 april 1945 tijdens de uittocht van Duitse troepen |

## Winkelen en uitgaan
In de wijk bevinden zich de grote winkelstraten van Sneek, waaronder het Oosterdijk, de Wijde Burgstraat en het Schaapmarktplein. Ook het uitgaansleven is in deze wijk geconcentreerd. Rondom de Marktstraat en Kleine Kerkstraat zijn verschillende cafeetjes en clubs te vinden.

### Terugkerende evenementen
Jaarlijks worden er in de binnenstad vele evenementen georganiseerd. Hier een korte opsomming:
| Datum                                       | Evenement          | Locatie                                |
| ------------------------------------------- | ------------------ | -------------------------------------- |
| Elke vrijdag in juli                        | Toeristische markt | Gehele binnenstad                      |
| Elke donderdag in juli en augustus          | Muziekterras       | Marktstraat                            |
| Maanden juli t/m september                  | Sneker Simmer      | Binnenstad en Bolswarderpoort          |
| Vrijdag voor de eerste zaterdag in augustus | Sneekweek          | Gehele binnenstad en omliggende wijken |
| Laatste zaterdag in augustus                | Swinging Sneek     | Gehele binnenstad en horeca            |

## Gerecht en politiek
Tevens bevindt zich in de Binnenstad de rechtsprekende- en bestuurlijke macht, respectievelijk vertegenwoordigd door het Kantongerecht en het Stadhuis.
In de beginjaren van deze eeuw is de Gemeente Sneek een herinrichtingsproject begonnen voor de wijk. Tijdens dit project wordt onder meer de riolering, straatmeubilair, straatverlichting en bestrating vervangen.

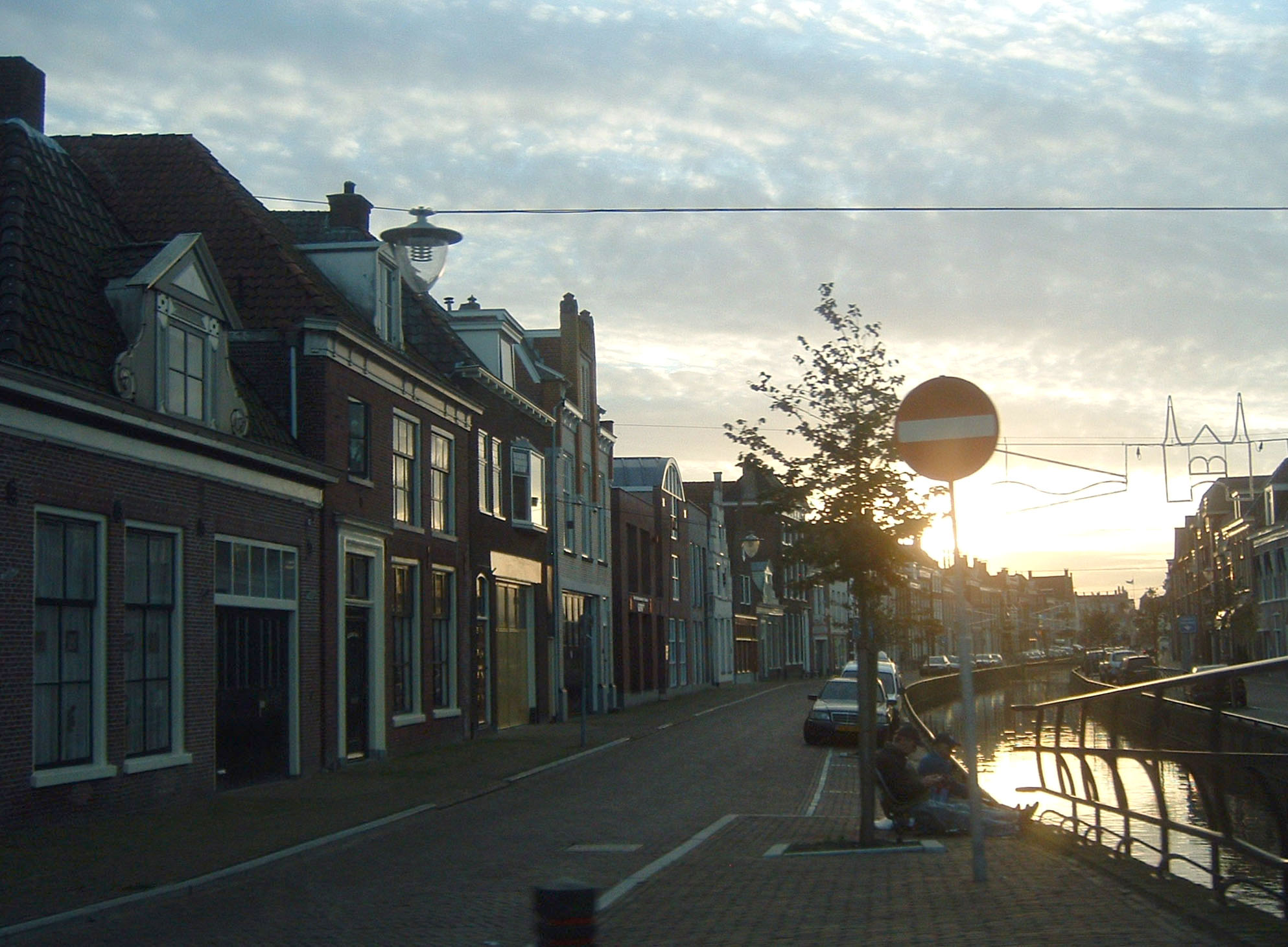
De gracht Kleinzand.
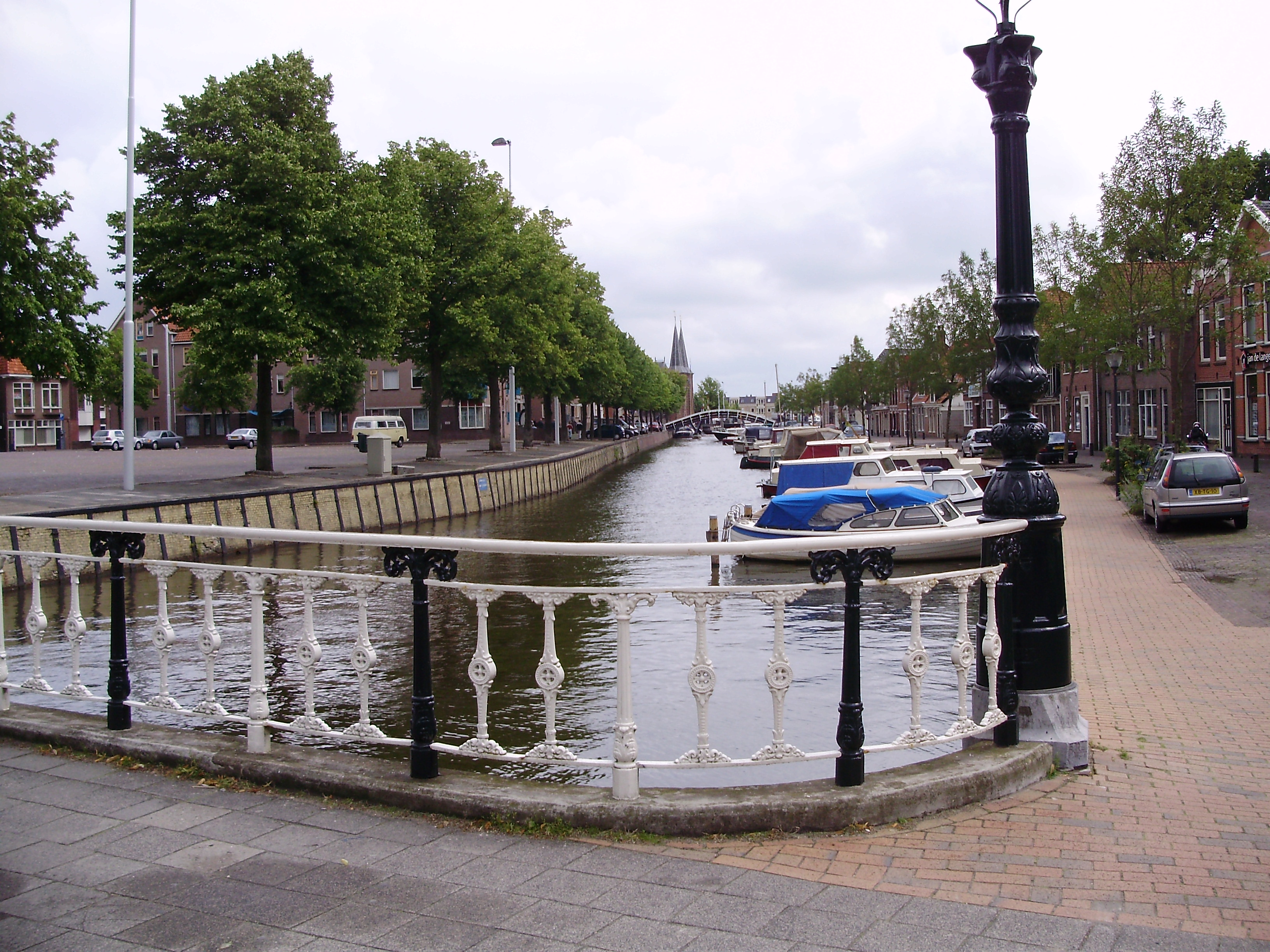
Deel van de stadsgracht.
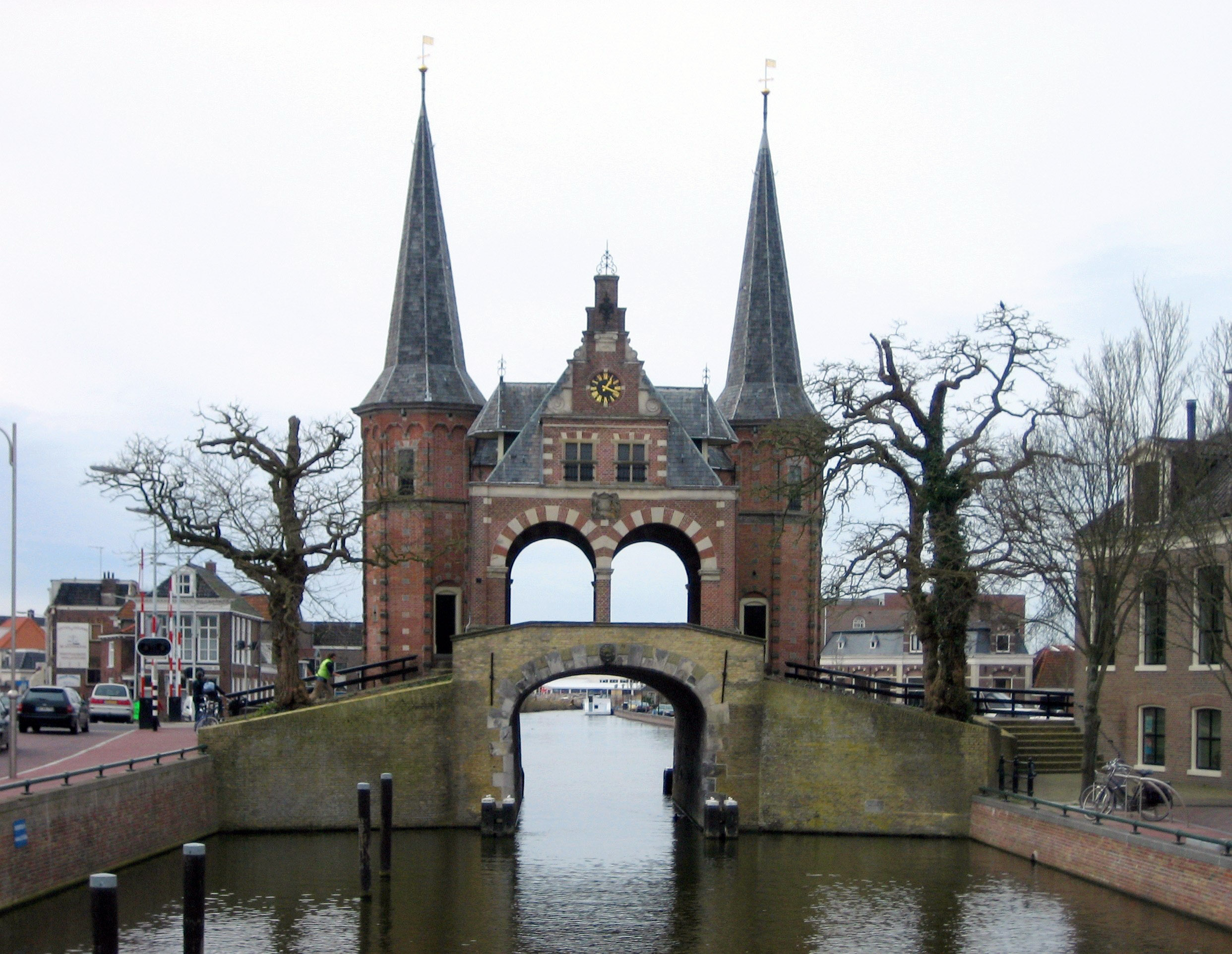
De Waterpoort.
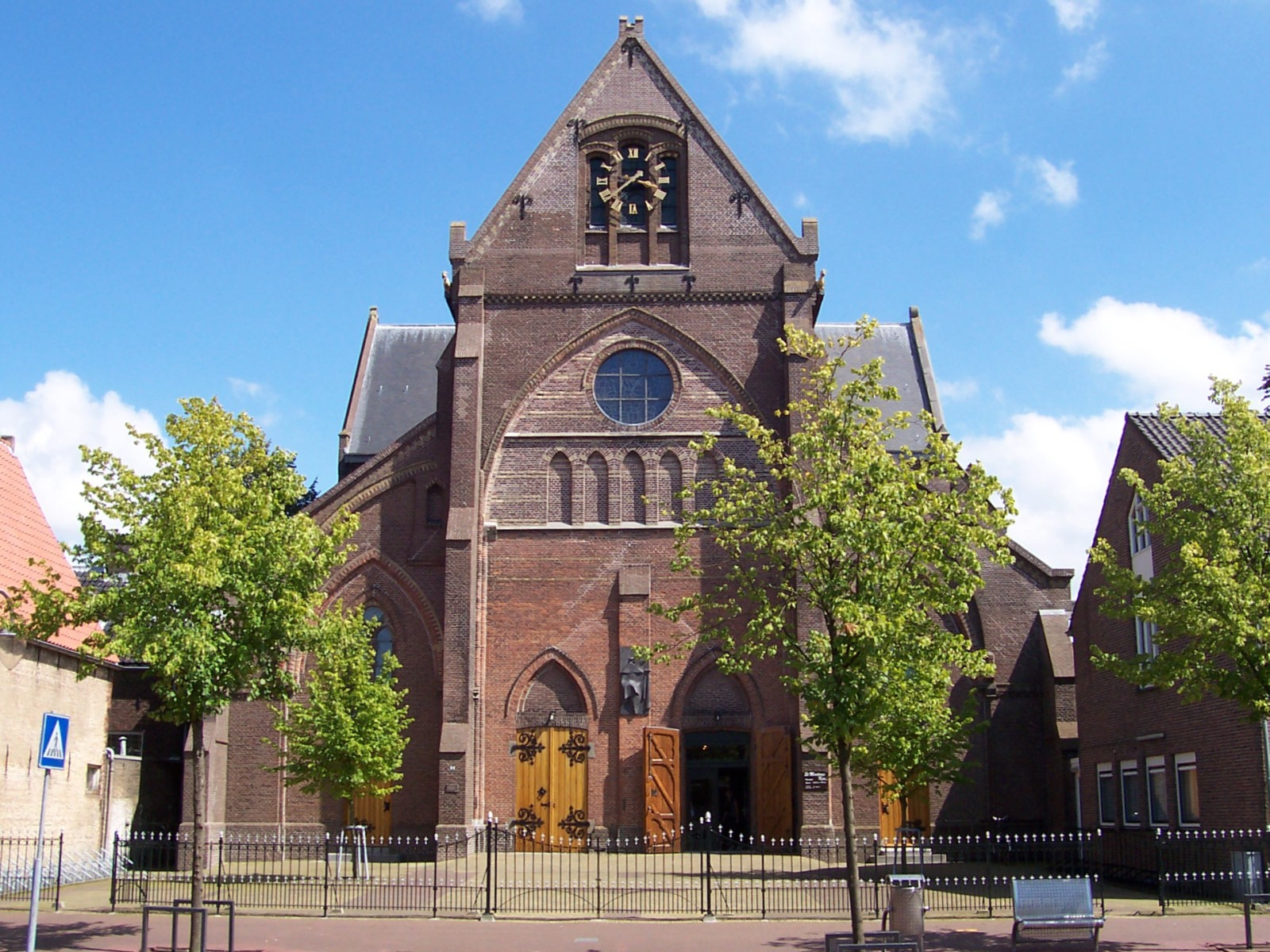
Sint Martinuskerk.
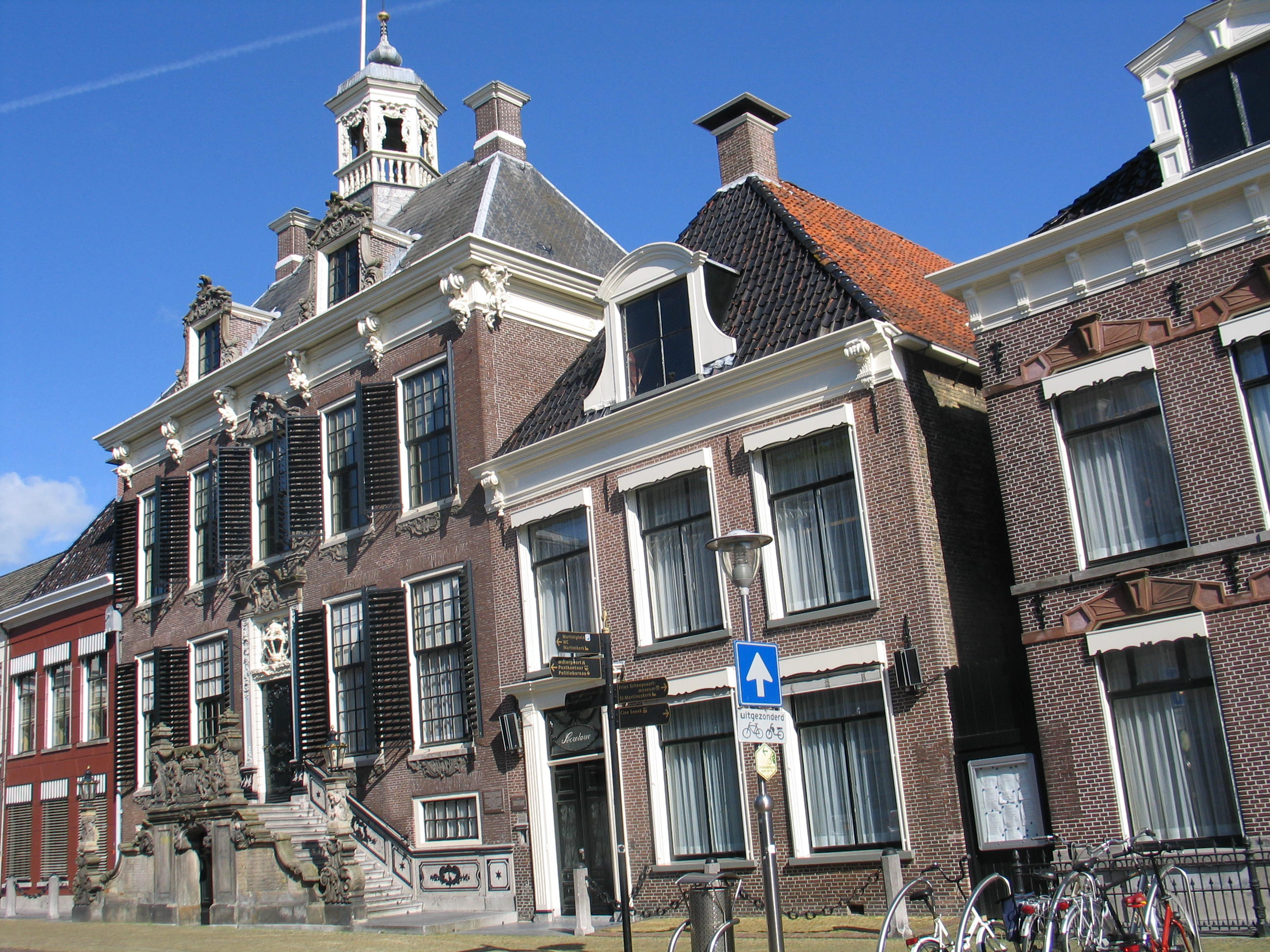
Stadhuis op de Marktstraat.

## Bezienswaardigheden

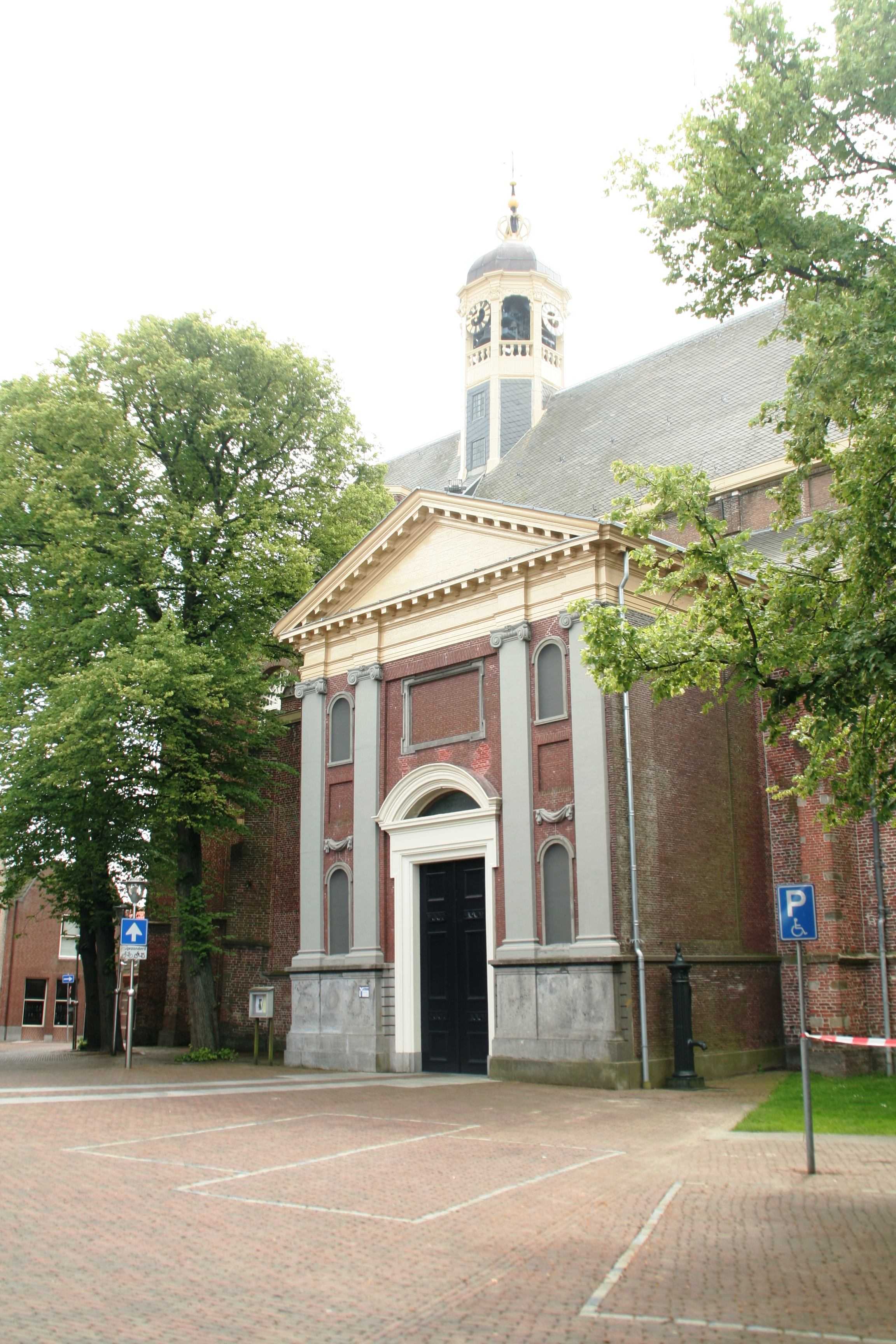
De Grote- of Martinuskerk aan de Grote Kerkstraat.

In de wijk bevinden zich enkele rijksmonumenten, waaronder:
- Het Stadhuis
- De Grote of Martinikerk
- De Sint-Martinuskerk
- Brandenburgh
- Het Fluithuis
- Twentsch Bierhuis
- De Wijnberg
- Grietmanshuis
- Old Burger Weeshuis

Enkele andere bezienswaardigheden zijn:
- De stokerij van Weduwe Joustra
- De eerste C&A van Nederland

## Voorzieningen
Onder meer de volgende voorzieningen bevinden zich in de wijk:
- Bibliotheek
- Fries Scheepvaart Museum
- Kantongerecht Sneek
- VVV/ANWB
- Bioscoop CineSneek
- Poppodium Het Bolwerk

In de wijk bevinden zich tevens verschillende toeristische voorzieningen, waaronder afvaartplaatsen voor rondvaartboten.
Wijken:
Binnenstad ·
Bomenbuurt ·
De Domp ·
De Loten ·
Duinterpen ·
Harinxmaland ·
Hemdijk ·
Het Eiland ·
De Hemmen ·
Houkesloot ·
It Ges ·
Lemmerweg-Oost ·
Lemmerweg-West ·
Leeuwarderweg ·
Noorderhoek I ·
Noorderhoek II ·
Noordoosthoek ·
Oudvaart ·
Pasveer ·
Poort van Sneek ·
Sperkhem ·
Stadsfenne ·
Stationsbuurt ·
Tinga ·
Zwetteplan
Buurten:
Malta ·
Spitaal ·
Tuindorp